# Niamh McCormack
Niamh McCormack (* 17. Januar 2001) ist eine irische Schauspielerin und Model.

## Leben und Karriere
McCormack ist die Tochter von zwei Make-up Artisten. Ihre Eltern trennten sich, als sie noch klein war. Ihren Schulabschluss legte sie an einem privaten College ab. Danach studierte sie an der Bow Street Academy. Schon mit 14 Jahren modelte sie für The Bridge, Arnotts und Life Style Sports. Mit 16 nahm sie an der Mailänder Modewoche teil.
Sie trat in jeweils einer Episode der Fernsehserien The Witcher und Willow auf. Anschließend spielte sie 2021 in Who We Love mit. 2022 wurde sie für den Film The Magic Flute – Das Vermächtnis der Zauberflöte gecastet. Unter anderem trat McCormack 2023 in dem Film Dungeons & Dragons: Ehre unter Dieben auf. Im selben Jahr bekam sie in der Serie Everything Now eine Hauptrolle.

## Filmografie
Filme
- 2016: Lily
- 2020: Woof!
- 2020: Stir
- 2022: The Magic Flute – Das Vermächtnis der Zauberflöte
- 2023: Dungeons & Dragons: Ehre unter Dieben

Serien
- 2013: An Crisis
- 2021: The Witcher
- 2022: Willow
- 2023: Everything Now